# Danielle Drady
Danielle Harte, während ihrer aktiven Zeit unter ihrem Geburtsnamen Danielle Drady bekannt, (* 13. Oktober 1967 in Sydney) ist eine ehemalige australische Squashspielerin.

## Karriere
Danielle Drady begann ihre professionelle Karriere im Jahr 1987. Zwischen 1985 und 1996 stand sie achtmal im Hauptfeld der Weltmeisterschaft. Ihr bestes Resultat erzielte sie 1990 mit dem Einzug ins Halbfinale. In diesem unterlag sie Susan Devoy in drei Sätzen. Ihre höchste Platzierung in der Weltrangliste erreichte sie mit Rang zwei im März 1990.
Mit der australischen Nationalmannschaft nahm sie an zwei Weltmeisterschaften teil. 1989 und 1990 stand sie mit Australien jeweils im Finale, verlor jedoch beide Partien gegen England. 1989 verlor sie die vorentscheidende zweite Partie gegen Suzanne Horner mit 2:3, wodurch England uneinholbar mit 2:0 in Führung ging. Im Jahr darauf blieb sie, ebenfalls in der zweiten Partie des Finals, gegen Lisa Opie mit 1:3 erneut erfolglos. Auch diese Begegnung ging verloren, dieses Mal mit 1:2.
Drady war mit dem Squashspieler Rodney Martin verheiratet, den sie für dessen Manager Phil Harte verließ. Sie heiratete Harte, der auch ihr Manager wurde, und bekam mit diesem eine Tochter. Schlagzeilen machte Drady im Jahr 1994, als Harte sie zu Werbezwecken in Folie eingewickelt das weltweit erste Squash-Outdoorturnier in Sydney spielen ließ.

## Erfolge
- Vizeweltmeister mit der Mannschaft: 1989, 1990